# 마이크로LED
마이크로LED(MicroLED, micro-LED, mLED, µLED)는 새로 출현하는 평판 디스플레이 기술이다. 이름에서 알 수 있듯이 마이크로LED 디스플레이는 개개의 화소 요소를 이루는 마이크로 픽셀의 LED 배열로 구성되어 있다. 보편화된 LCD 기술과 비교할 때 마이크로LED 디스플레이는 더 나은 대비, 응답 시간, 에너지 효율성을 제공한다.
OLED와 함께 마이크로LED는 스마트워치, 스마트폰과 같이 크기가 작고 에너지가 적은 장치에 주 목적을 둔다. OLED와 마이크로LED는 전통적인 LCD 시스템에 비해 에너지 요구량이 상당히 더 적은 편이다. OLED와 달리 마이크로LED는 전통적인 GaN LED 기술에 기반을 두고 있어서 OLED가 내는 총 광량 대비 30배 이상 더 밝은 밝기를 제공할뿐 아니라 lux/W 면에서도 효율성이 더 좋다. 또, OLED의 짧은 수명으로 인한 문제가 없다.
2018년 기준으로, 마이크로LED 디스플레이는 대량 생산되거나 상용화되지는 않았으나 삼성은 CES에서 프로토타입을 선보였으며 애플은 직접 마이크로LED 화면의 자체 개발을 시작했다.

## 연구
비유기 반도체 마이크로LED(µLED) 기술 은 텍사스 테크 대학교의 지앙홍싱과 린징위 연구 단체에 의해 이들이 캔자스 주립 대학교에 있던 중 2000년 처음 발명되었다. InGaN 반도체 기반의 전기 주입 마이크로LED에 대한 첫 보고 이후 여러 단체들이 빠르게 이 개념을 추구하기 시작했다. 이와 관련한 수많은 잠재적인 응용에 대한 개념들이 이야기되었다. 마이크로LED 화소 배열의 다양한 온 칩 커넥션 스킴을 적용시킴으로써 단일 칩 고압 DC/AC-LED의 개발을 가능케 했으며 고압 전기 인프라, 저압 LED 동작, 높은 밝기의 자체 발광 마이크로디스플레이 간의 호환성에 관해 언급하였다.
마이크로LED 배열은 광유전학용 광원으로서 또 가시광 통신용으로도 탐구되었다.
초기 InGaN 기반 마이크로LED 배열과 마이크로디스플레이들은 주로 패시브 구동 방식(passively driven)이었다. 낮은 전압을 요구했던 VGA 형태의 최초의 액티브 구동 방식의 비디오 지원 자체 발광 InGaN 마이크로LED 마이크로디스플레이(640 x 480 화소, 각 12마이크론 크기에 이들 사이에는 15마이크론)는 하이브리드 CMOS와 집적회로(IC) 하이브리드 어셈블리를 통해 실현되었다.

## 같이 보기
- 유기 발광 다이오드
- 능동형 유기 발광 다이오드
- LED-백라이트 LCD 디스플레이